# 天主教特倫頓教區
天主教特倫頓教區（拉丁語：Dioecesis Trentonensis）是美國一個羅馬天主教教區，屬紐瓦克總教區。成立於1881年8月2日。
範圍包括新澤西州中南部四縣，教座位於州府特倫頓。2010年有教友831,707人（佔轄區總人口40.3%）、111個堂區、313名司鐸。現任教區主教達味·奧康奈爾。